# Жуковка (город)
Жу́ковка — город (с 1962 года) в России, административный центр Жуковского района (как административно-территориальной единицы) и Жуковского муниципального округа (как муниципального образования) Брянской области.
Население — 17 628 чел. (2021).

## География
Жуковка расположена на левом берегу реки Десны, в 61 км от Брянска.
В городе находится одноимённая железнодорожная станция Жуковка на линии Брянск — Смоленск.

## История
В 1867 году началось строительство железной дороги Орёл — Витебск. Организатором строительства был Пётр Губонин. Для обслуживания дороги, заправки паровозов водой и дровами Губонин поселил здесь несколько семей. Так началась история Жуковки.
В 1871 году Жуковка из полустанка превращается в станцию. В 1879—1880 годах был построен вокзал с буфетом.
Недалеко находились земли помещика Жукова (он занимался продажей леса, строил лесопильни). Лесопильные заводы Вельковского и братьев Франциссов были первыми промышленными предприятиями Жуковки.
В 1878—1881 годах началось строительство дороги Жуковка — Людинка (Клетня). Были нужны рельсы и детали к ним. Для этого в Жуковке организуется чугунолитейный завод В 1894 году Орловско-Витебская железная дорога стала государственной.
1 октября 1896 года открылась земская начальная школа. В 1896 году открывается храм Александра Невского. Сейчас на этом месте находится Комсомольский сквер. Существует версия, что здесь похоронен П. И. Губонин.
В начале XX века в Жуковке строится железнодорожная школа. В 1907—1910 годах открывается трёхклассное училище, появилась в посёлке почтово-телеграфная контора, ветеринарный участок.
В 1914 году начал свою деятельность противотуберкулёзный санаторий (в годы Первой мировой войны действовал как военный госпиталь).
1 октября 1929 года Жуковка стала районным центром.
В 1927—1928 годах, за год до образования Жуковского района, в Жуковской волости уже работало более сотни предприятий мелкой и кустарной промышленности. Население было занято на производстве кирпича, обработке металла, кузнечном производстве, в машиностроении, в мукомольной и крупяной отрасли, в хлебопечении. По БСЭ, в 1930 году в Жуковке проживало 4010 человек.
31 октября 1931 года ВЦИК отнёс Жуковку к категории рабочих посёлков.

## Великая Отечественная война
Жуковка была оккупирована гитлеровскими войсками в сентябре 1941 года, и с первых же дней её в районе развернулась партизанская борьба.
Партизанский отряд «За Родину» был создан на жуковской земле по инициативе подпольной группы коммунистов станции Белоглавая. 1 мая были разгромлены вражеские гарнизоны в деревнях Княвичи и Страшевичи, во многих сёлах была восстановлена советская власть. Бригада «За Родину» разгромила три немецких штаба, 36 вражеских гарнизонов, взорвала 4 железнодорожных моста, пустила под откос 81 вражеский эшелон, уничтожила более 6 тысяч немецких солдат и офицеров.
Фашистские каратели за связь с партизанами замучили и расстреляли в деревне Матрёновка 243 человека. Деревня была сожжена дотла, повторив судьбу белорусской Хатыни.
В сентябре 1943 года советские войска полностью освободили Жуковский район от немецких захватчиков. Освобождённый район лежал в руинах. Началось восстановление разрушенного хозяйства. Начали свою деятельность промысловые артели, промкомбинат, райпотребсоюз, железнодорожная столовая. Уже в октябре 1943 года встал вопрос о возрождении обозного завода.

## После войны
За четыре года после освобождения района появились новые улицы, здания поссовета, райисполкома, столовых, магазинов, библиотеки. Построен новый клуб, заработали средняя школа, детский сад, строится новая больница и амбулатория. Застраиваются новые улицы, ведётся ремонт дорог, разбивается городской парк.
Вступил в строй Дом отдыха (ныне — санаторий «Жуковский»), строятся пионерские лагеря, возрождается тубсанаторий. В 1952 году в Жуковке работали одна средняя и две семилетних школы. В 1953 году открылся районный Дом культуры, начало работать профтехучилище. В январе был пущен новый железнодорожный вокзал. В 1960 году на берегу реки Ветьмы была построена школа-интернат для детей.
30 августа 1962 года указом президиума Верховного Совета РСФСР рабочему посёлку Жуковка был присвоен статус города районного подчинения.
В соответствии с Законом Брянской области от 28.07.2020 №65-З “О преобразовании муниципальных образований, входящих в состав Жуковского муниципального района в Брянской области, путем их объединения во вновь образованное муниципальное образование с наделением его статусом муниципального округа и внесении изменений в отдельные законодательные акты Брянской области” городское поселение "город Жуковка" и 9 сельских поселений вошли в состав Жуковского муниципального округа Брянской области .

## Население
| 1920    | 1926    | 1939    | 1950    | 1959    | 1960    | 1970    | 1979    | 1989    | 1996    |
| ------- | ------- | ------- | ------- | ------- | ------- | ------- | ------- | ------- | ------- |
| 2100    | ↗2600   | ↗10 097 | ↘8700   | ↗11 080 | ↗11 400 | ↗16 173 | ↗17 597 | ↗19 706 | ↗20 600 |
| 1998    | 1999    | 2000    | 2001    | 2002    | 2005    | 2006    | 2007    | 2008    | 2009    |
| ↘20 400 | ↘20 300 | ↘20 100 | ↘19 800 | ↘19 731 | ↘19 100 | ↘18 800 | ↘18 700 | ↘18 500 | ↘18 398 |
| 2010    | 2011    | 2012    | 2013    | 2014    | 2015    | 2016    | 2017    | 2018    | 2019    |
| ↘18 269 | ↗18 300 | ↘17 942 | ↘17 629 | ↘17 376 | ↘17 147 | ↘17 037 | ↘16 953 | ↘16 878 | ↘16 671 |
| 2020    | 2021    |         |         |         |         |         |         |         |         |
| ↘16 448 | ↗17 628 |         |         |         |         |         |         |         |         |

На 1 января 2025 года по численности населения город находился на 721-м месте из 1124 городов Российской Федерации.
Национальный состав
По итогам переписи населения 2020 года проживали следующие национальности (национальности менее 0,1 % и другое, см. в сноске к строке «Другие»):
| Национальность | Численность, чел. | Доля     |
| -------------- | ----------------- | -------- |
| Русские        | 16 247            | 92,17 %  |
| Украинцы       | 78                | 0,44 %   |
| Азербайджанцы  | 42                | 0,24 %   |
| Узбеки         | 25                | 0,14 %   |
| Армяне         | 20                | 0,11 %   |
| Белорусы       | 18                | 0,10 %   |
| Другие         | 1198              | 6,80 %   |
| Итого          | 17 628            | 100,00 % |

## Архитектурный облик города
До 1960-х годов застройка Жуковки (тогда ещё посёлка) состояла из одноэтажных бревенчатых домов. Это были типовые строения с тремя жилыми комнатами, холодным коридором, прихожей (приделом) и кухней. В таком доме было до двух дровяных печей.
В 1960-х — 1970-х годах появились кирпичные жилые дома.
В 1980-е годы возводились пятиэтажные жилые дома. Параллельно появлялись улицы, застроенные домами для работников велозавода, ДРСУ, СУ-868, больницы и так далее. Как правило, это одноэтажные дома на 2—3 квартиры.
Сейчас деревянная застройка уже не преобладает, большинство частных домов снаружи обложено кирпичом, часть из них отделана сайдингом, некоторые снесены.
Большой вклад в облик Жуковки вносят частные магазины.

### Примечательные здания
- Водонапорная башня — круглая башня из красного кирпича, нижняя часть окрашена. Находится в районе железнодорожного вокзала. Была построена для закачки воды на станцию (для заправки паровозов). Сегодня является составляющей системы водоснабжения города.
- Жуковская детская школа искусств — старейшее кирпичное здание города. Школа искусств располагается в нём с 1969 года.
- Дома по улице Карла Маркса — жилые здания с эркерами, одни из первых каменных домов в Жуковке.
- «Дом с оленем» (ул. Карла Либкнехта, 2) — белое пятиэтажное здание с изображением лося, выложенным кирпичом на торцевой стене. Несмотря на то, что изображён лось, среди местных жителей прижилось название «Дом с оленем». Рядом находится школа № 2, в связи с чем на другом торце дома кирпичами выложена цитата Ленина: «Учиться, учиться и учиться».
- Церковь Александра Невского (возведена в 1991—1995 годах).

## Образование
В Жуковке две школы и один лицей. Старейшей школой города является Жуковская средняя общеобразовательная школа № 1. В 2005 году она получила президентский грант на развитие. В 2007 году лучших результатов добилась школа № 2, победив в районных фестивале молодёжи, КВН, ДЮП, «Лидере» и предметных олимпиадах по русскому языку, географии, литературе, истории (отдельные ученики). В 2007 году 15 школьников со всего района получили гранты по 5 тыс. руб. каждый — за активную общественную, спортивную жизнь.
Также в городе находится Жуковское профессиональное училище № 33, осуществляющее подготовку по четырём специальностям.
Дополнительное образование: детская школа искусств, ДЮСШ и центр детского творчества.

## Промышленность
- Жуковский мотовелозавод компании «Веломоторс»[26], бывший Жуковский велосипедный завод.
- ОАО «Жуковский завод технологического оборудования»
- ООО «Жуковский молочный завод»
- Комбикормовый завод
- Зерноперерабатывающий комбинат
- Консервный завод (не действует)
- Асфальтный завод (не действует)
- Лесхоз
- ООО «Стройсосна»[27]
- ООО «Базис»
- ООО «Интертехстрой»

## Радио
- 105,1 — Дорожное радио
- 107,3 — Радио Рекорд

## В искусстве
Действие многих романов В. В. Головачёва, уроженца Жуковки, происходит в Жуковке и Жуковском районе.

## Известные уроженцы
- Харламов, Николай Михайлович (1905—1983) — советский военно-морской деятель и дипломат, адмирал, кандидат военно-морских наук.
- Волков, Владимир Васильевич — заслуженный художник РФ, профессор кафедры технологии и дизайна в БГУ имени Петровского.